# Hylonome

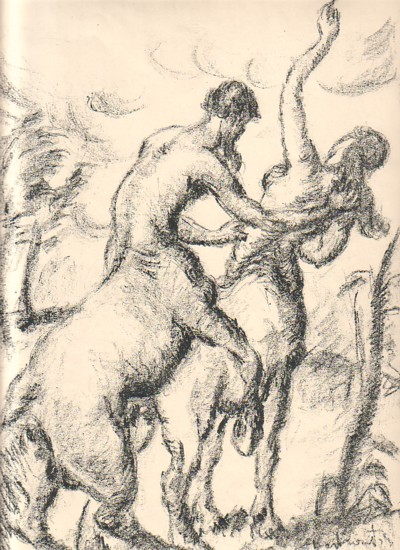
Gyula Derkovits, Lithographie: Zentaurenpaar

Hylonome (altgriechisch Ὑλονόμη Hylonómē) ist eine Kentaurenfrau in der griechischen Mythologie.
Sie soll sehr schön gewesen sein und war die Gemahlin des Kyllaros. Beide waren Kinder von Ixion und Nephele. 
Beim Hochzeitsfest des Peirithoos, zu dem sie mit ihrem Gemahl geladen war, kam es zu einem wütenden Kampf (Kentauromachie), bei dem Hylonome an der Seite ihres Mannes kämpfte. Kyllaros wurde dabei von einem Pfeil tödlich verwundet und sank Hylonome in die Arme. Hylonome pflegte seine sterbenden Glieder, küsste ihn und versuchte vergebens, den entfliehenden Atem aufzuhalten. Als sie ihn sterben sah, zog sie ihm den Wurfpfeil aus seinem Herzen und stürzte sich selbst hinein.